# Calvia Crispinilla
Calvia Crispinilla (fl. vers 54) était une femme de la cour sous l'Empire romain, au Ier siècle.

## Famille
Calvia Crispinilla avait peut-être des origines africaines. Son premier époux est peut-être Sextus Traulus Montanus, un chevalier romain exécuté en 48 pour avoir comploté avec Messalline contre l'empereur Claude.
Après la mort de Néron, probablement en 69, elle épouse un ancien consul donc le nom nous est malheureusement inconnu.

## Biographie
Elle jouit des faveurs de l'empereur Néron, exerçant au palais les fonctions de « maîtresse de la garde-robe impériale ». On ne connaît pas sa lignée mais elle appartenait à la noblesse et on a estimé qu'elle avait un grand pouvoir et une grande influence, puisqu'en 66 elle accompagna en Grèce Néron et sa troisième épouse Statilia Messalina. Ses contemporains la jugeaient cupide et rapace. Tacite l'appelle la « professeure de vice » (magistra libidinum) de Néron,. Lorsque celui-ci eut épousé Sporus, un jeune garçon castré, il fit d'elle en 67 la « maîtresse de la garde-robe » de Sporus, epitropeia ten peri estheta.
En 68-69, elle changea ses alliances politiques et on dit qu'elle fut l'instigatrice de la révolte de Lucius Clodius Macer en Afrique, et qu'elle aurait été derrière la défection de Galba quand il se révolta contre Néron,.
Sous le règne d'Othon une clameur publique réclama son exécution, mais il semble qu'Othon l'ait protégée et elle s'en tira saine et sauve,.

« La clameur publique demandait en même temps le supplice de Galvia Crispinilla. Le prince, par différents subterfuges et une connivence qui ne lui fit pas honneur, la tira de ce danger. Intendante des plaisirs de Néron, cette femme était passée en Afrique pour exciter Macer à la révolte, et avait essayé ouvertement d'affamer le peuple romain ; ce qui ne l'empêcha pas d'être plus tard en crédit auprès de la ville entière. Un mariage consulaire lui valut cette faveur ; et ni les régimes successifs de Galba, d'Othon et de Vitellius ne lui firent le moindre mal. Dans les jours qui s'ensuivirent, elle jouit d'une grande influence en tant que femme riche et sans héritiers. Que les temps soient bons ou mauvais, de telles qualités sont toujours efficaces. »

— Tacite

## Sources anciennes

### Sources littéraires
- Tacite, Annales, XVI.
- Dion Cassius, Histoire romaine, 62, 12, 3–4.

### Témoignages épigraphiques
On a retrouvé plusieurs amphores d'huile d'olive qui portent des cachets à son nom à Loron près de Parentium en Istrie (actuelle Croatie), sur un domaine qui avait appartenu à la famille de Sisenna Statilius Taurus, consul en 13 ap. J.-C., puis à Messaline. D'autres cachets d'amphores aux noms de Calvia et de Traulus Montanus ont été trouvés à Poetovio en Pannonie (dans l'actuelle Slovénie). Deux de ses esclaves, Camulus et Quietus, sont attestés par une inscription qui subsiste près de Tarente.